# 費爾南德斯 (薩爾托省)
31°10′35″S 56°22′14″W / 31.17639°S 56.37056°W
費爾南德斯（西班牙語：Municipio de Mataojo），是烏拉圭的城鎮，位於該國西北部，由薩爾托省負責管轄，始建於2010年3月15日，海拔高度287米，該地區在1831年8月17日發生屠殺，2011年該鎮人口305。